# Баки Ларсон: Рождённый быть звездой
«Баки Ларсон: Рождённый быть звездой» (англ. Bucky Larson: Born to Be a Star) — художественный фильм Тома Брейди в жанре кинокомедии, премьера которого состоялась 27 мая 2011 года. Сценарий фильма написали Адам Сэндлер, Аллен Коверт и Ник Свардсон. Созданием фильма занималась компания Happy Madison Productions, а распространением компания Columbia Pictures.

## Сюжет
Юноша со Среднего Запада отправляется в Голливуд для того, чтобы пойти по стопам своих родителей — стать порнозвездой.

## В ролях
- Ник Свардсон — Баки Ларсон
- Кристина Риччи — Кейти Макги
- Дон Джонсон — Майлс Дип
- Стивен Дорфф — Дик Шэдоу
- Эдвард Херрманн — Джеремайа Ларсон, отец Баки, бывший порноактёр
- Кевин Нилон — Гэри
- Темби Лок — Guiness Woman
- Киган-Майкл Ки — Guinness Man

## Отзывы
Фильм не получил ни одной даже нейтральной рецензии, только отрицательные. На сайте Rotten Tomatoes получил рейтинг 0%. Он был номинирован в 6 из 10 существующих категорий «Золотой малины» и везде уступил другому фильму Happy Madison «Такие разные близнецы». В прокате фильм также провалился, собрав кассу лишь в четверть своего бюджета.